# Trilochan
Trilochan est reconnu dans le sikhisme comme étant un bhagat, un dévot au Seigneur, suivant la voie du bhakti. Quatre de ses compositions ont été intégrées au livre saint des sikhs, le Guru Granth Sahib. Trilochan était un hindou de la caste des vaishya, qui résidait dans la région de Bombay, dans le Maharashtra; zone géographique où habitaient aussi les bhagats Namdev et Parmanand. Il est reconnu comme poète, et saint. Son nom veut dire: les trois yeux, l'un regardant le présent, l'autre le passé, le dernier le futur.
Il a vécu dans la fin du XIIIe siècle; il est dit qu'il est né en 1267. Dans l'Adi Granth, ses compositions occupent les pages 92, 525 et 695; il y prêche entre autres la dévotion.